# 西大路村
西大路村（にしおおじむら）は滋賀県蒲生郡にあった村。現在の日野町の南東部、日野川の上流域、国道477号の沿線にあたる。

## 地理
- 山岳：竜王山、綿向山、猪の鼻が岳
- 河川：日野川、出雲川

## 歴史
- 1889年（明治22年）4月1日 - 町村制の施行により、西大路村・仁本木村・音羽村・北畑村・西明寺村・北蔵王村・南蔵王村・平子村・熊野村の区域をもって発足。北蔵王村・南蔵王村は大字蔵王となる。
- 1955年（昭和30年）3月16日 - 日野町・東桜谷村・西桜谷村・鎌掛村・南比都佐村・北比都佐村と合併し、改めて日野町が発足。同日西大路村廃止。